# Totem today
Totem today is een artistiek kunstwerk in Amsterdam-Zuidoost. 
Het bestaat uit een aantal marmeren zuilen, waarop teksten staan, die volgens de kunstenaar Jennifer Tee verwijzen naar mijlpalen in de geschiedenis van de mensheid en de verwachting van de nabije toekomst met de (schijnbare) tegenstelling technologie en spiritualiteit. Zo zijn er palen met de teksten Belonging, Local myths, Open horizon, Tussenstaat, Origin present, Public Assembly, Walk of life, The everyday, The soul of limbo en Gathering of people. Zelf noemde de kunstenares het een rite de passage, een ritueel bij overgang nieuwe werkelijkheid. 
De zuilen zijn geïnspireerd op de kolommen die de Bijlmerdreefmetrobrug dragen. Het kilometerslange viaduct loopt over doorvoerwegen en grasvelden, die werden gezien als onbestemd gebied. Een deel daarvan werd opgevuld met het kunstwerk dat Tee ontwierp met in het achterhoofd juist die onbestemdheid van het gebied, waar ze meer de nadruk op de beleving wilde leggen. De zuilen vormen een patroon met de veel grotere en dikkere zuilen van de metrobaan.
Er staan twee rijen van vijf zuilen, die gemaakt zijn van carraramarmer en afmetingen hebben van 28 x 28 x 450 cm (lengte, breedte, hoogte). Het kunstwerk kwam er dankzij de manifestatie Internationale kunst in de Bijlmer, dat van mei tot juli 2009 gehouden werd onder de titel Straat van Sculpturen. De palen hadden er al een lange reis opzitten; ze werden in Buitenpost, Friesland gefabriceerd. Koningin Beatrix der Nederlanden kwam de groep op 9 mei 2009 onthullen.  
Het zou met een kostprijs van meer dan 100.000 euro het duurste artistieke kunstwerk van Amsterdam-Zuidoost zijn.
In 2010 maakte Tee opnieuw een zuil Open myths, die bestemd was voor een tentoonstelling in het Engelse Birmingham.

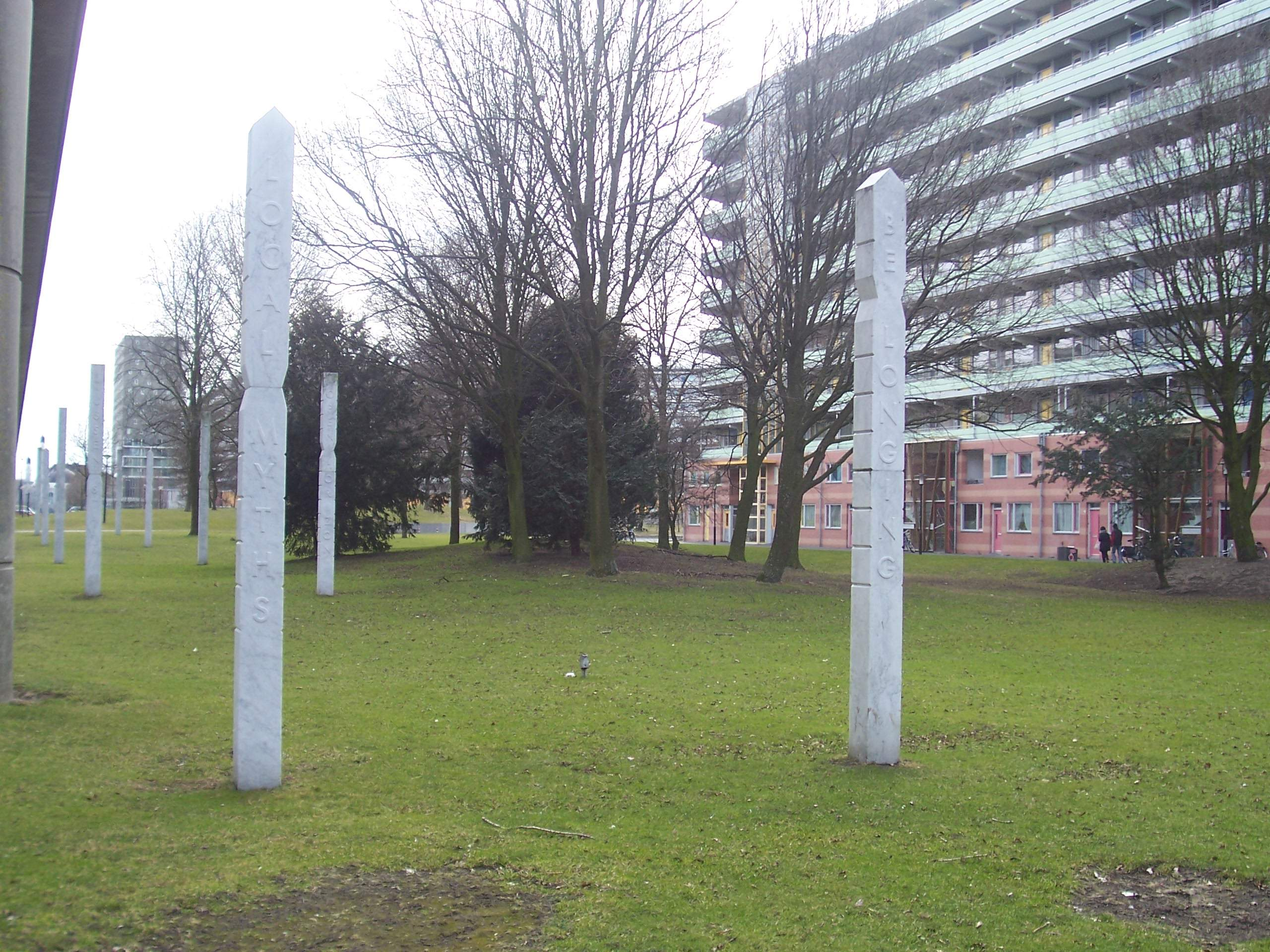
Zuilen met Local myths en Belonging; rechts Groeneveen (maart 2013)